# Liberia na Letnich Igrzyskach Olimpijskich 1988
Liberię na Letnich Igrzyskach Olimpijskich 1988 reprezentowało 5 sportowców.

## Skład kadry

### Boks
- Sammy Stewart - waga papierowa - 9. miejsce
- Thomas Stephens - waga kogucia - 33. miejsce
- Tommy Gbay - waga lekka - 17. miejsce
- Simeon Stubblefield - waga średnia - 17. miejsce

### Lekkoatletyka
Mężczyźni
- Oliver Daniels

100 metrów - odpadł w eliminacjach
200 metrów - odpadł w ćwierćfinałach
- Samuel Birch - 100 metrów - odpadł w eliminacjach
- Nimley Twegbe - 800 metrów - odpadł w eliminacjach

Kobiety
- Melvina Vulah

100 metrów - odpadła w eliminacjach
200 metrów - odpadła w eliminacjach
Skok w dal - 28. miejsce